# プラット郡 (カンザス州)
プラット郡 (Pratt County、標準省略：PR) は、アメリカ合衆国カンザス州に位置する郡である。2000年現在、人口は9,647人である。この郡の最大都市及び郡庁所在地はプラットである。

## 地理
アメリカ合衆国統計局によると、この郡は総面積1,906 km2 (736 mi2) である。このうち1,904 km2 (735 mi2) が陸地で2 km2 (1 mi2) が水域である。総面積の0.10%が水域となっている。

### 隣接する郡
- スタッフォード郡（北）
- リノ郡（北東）
- キングマン郡（東）
- バーバー郡（南）
- カイオワ郡（西）
- エドワーズ郡（北西）

## 人口動勢
2000年現在の国勢調査で、この郡は人口9,647人、3,963世帯、及び2,639家族が暮らしている。人口密度は5/km2 (13/mi2) である。2/km2 (6/mi2) の平均的な密度に4,633軒の住宅が建っている。この郡の人種的な構成は白人95.28%、アフリカン・アメリカン0.98%、先住民0.35%、アジア0.55%、太平洋諸島系0.03%、その他の人種1.73%、及び混血1.07%である。ここの人口の3.09%はヒスパニックまたはラテン系である。
この郡内の住民は24.50%が18歳未満の未成年、18歳以上24歳以下が9.40%、25歳以上44歳以下が24.00%、45歳以上64歳以下が22.80%、及び65歳以上が19.20%にわたっている。中央値年齢は40歳である。女性100人ごとに対して男性は94.00人である。18歳以上の女性100人ごとに対して男性は91.30人である。
この郡内の世帯ごとの平均的な収入は35,529米ドルであり、家族ごとの平均的な収入は43,156米ドルである。男性は31,138米ドルに対して女性は20,679米ドルの平均的な収入がある。この郡の一人当たりの収入 (per capita income) は17,906米ドルである。人口の9.40%及び家族の6.70%は貧困線以下である。全人口のうち18歳未満の11.50%及び65歳以上の8.90%は貧困線以下の生活を送っている。

## 都市及び町
- Byers
- Coats
- Cullison
- Iuka
- プラット (Pratt)
- プレストン (Preston)
- Sawyer

## 郡区
プラット郡は7つの郡区に分けられる。プラットの都市は governmentally independent と見なされており、郡区向けの国勢調査外観から除外されている。以下の表内の人口中心は、もしかなりの数ならば、郡区の人口総計を含む最大都市である。

## 教育

### 統一学区
- プラット 統一教育学区382号
- スカイライン統一教育学区 438号